# Onze-Lieve-Vrouwkapel (Hulste)

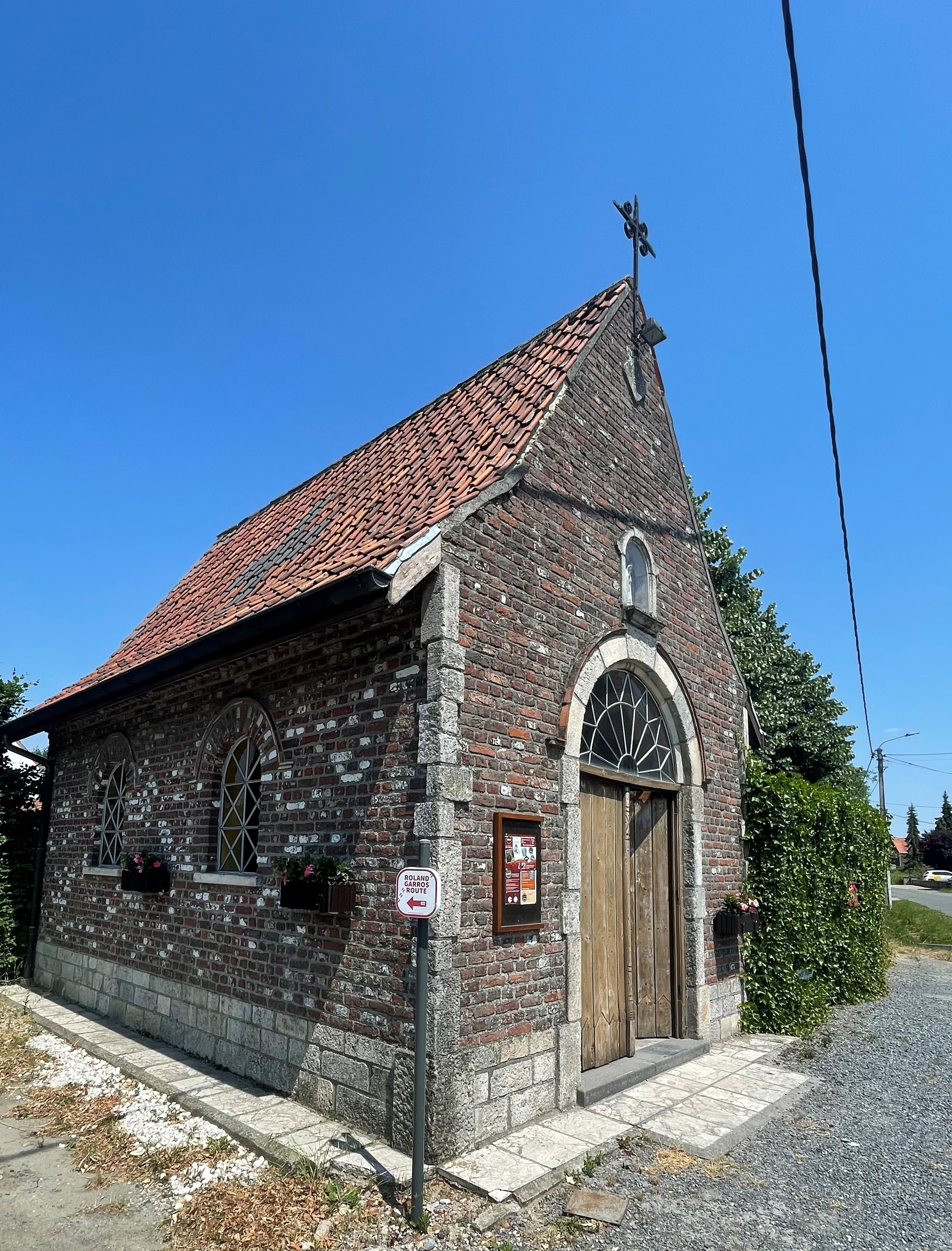
Holvoets kapel (juni 2023)

De Onze-Lieve-Vrouwkapel in Hulste, West-Vlaanderen, is een kapel die is gebouwd in 1856. In de volksmond is de kapel bekend als "Holvoets kapel".
De bouwheer was Fillipus Holvoet. Holvoet was een landbouwer uit Hulste die de kapel liet bouwen ter ere van Onze-Lieve-Vrouw en de Heilige Dominicus. Tot in 1986 stond de kapel in zijn oorspronkelijke staat. In die tijd stonden nadars rond het gebouw voor de veiligheid van de bezoekers, omdat de kapel op instorten stond. Medepastoor Lucien Decroix gaf de aanzet om de kapel te vernieuwen. Op 18 augustus 1987 legt hij de eerste steen en op 25 juni 1988 wijdt Eugeen Laridon, hulpbisschop van Brugge ze in. De kapel staat op de lijst van onroerend erfgoed in Harelbeke.

## Geschiedenis
De kapel werd gebouwd door Fillipus Holvoet (° Hulste, 1789 - † Hulste, 1874). Holvoet was de vijfde uit een gezin met acht kinderen. Vijf van zijn broers en zussen zijn overleden voor hun derde verjaardag. Zijn andere broer en zus werden amper 27 en 28 jaar. In 1814 heeft hij zo al zijn broers en zussen verloren. In 1826 trouwde hij met de tien jaar jongere Maria Theresia Dhondt. Samen, ze hadden geen kinderen, boerden ze op de hoeve in de Blauwhuisstraat. Enkele jaren voor de bouw van de kapel werd Maria Theresia ziek. Ze maakten de gelofte een kapel te bouwen indien Maria Theresia zou genezen. En zo geschiedde, Maria Theresia genas, dus ze bouwden een kapel ter ere van Onze-Lieve-Vrouw en de Heilige Dominicus aan hun hofpoort. Van ver en dichtbij kwamen mensen hier genezing afsmeken of dienen tegen "de koeke an 't herte", de koek aan het hart.

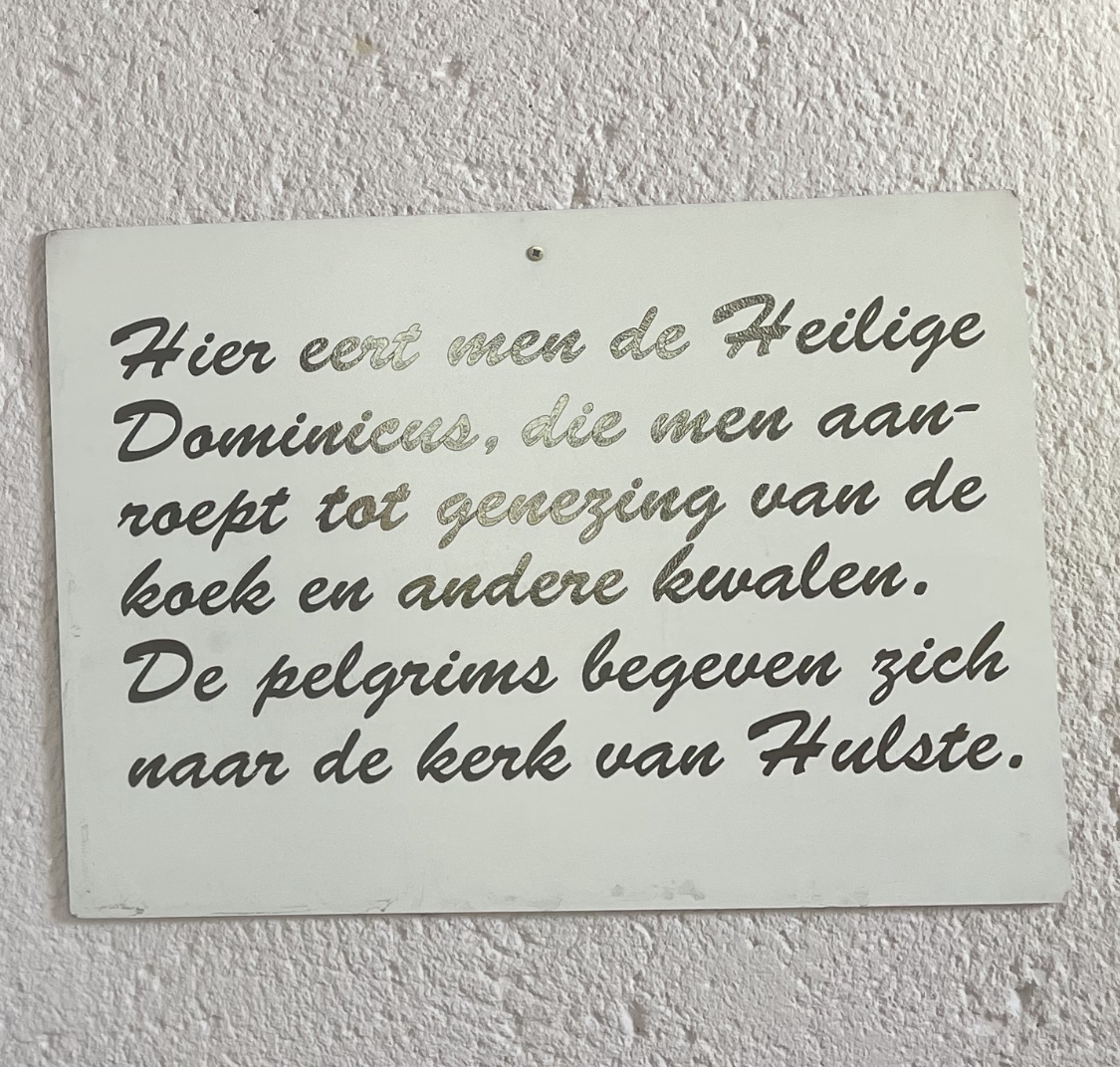
De tekst bij het beeld van de H. Dominicus in Holvoets kapel.

### De koeke an 't herte
Volgens een oud volksgeloof kon men de koeke an 't herte krijgen door groot verdriet, een verschot of een vrees. Iemand kon zelfs de koeke krijgen door een persoon die het op hem gemunt had en het slecht met hem voor had. Die hoefde het iemand maar toe te wensen en deze kon al met de koeke gezet zijn. Wie de koeke heeft zou spanningen ervaren in de maagstreek, onder de borstkas en een verminderde eetlust. Wie ziek was moest een "koekewijf" of "koeketaster" raadplegen. Dit zijn specialisten die hun kennis hebben opgedaan bij hun ouders of bij een ander familielid. In sommige gevallen bij een bejaarde uit de buurt die geen nakomelingen had en haar kennis niet verloren wou laten gaan. Nadat men werd onderzocht en betast door het koekewijf werd vastgesteld om welk soort koeke het ging. Volgens het soort koeke dat men had moest men ergens gaan dienen. Om te dienen moest men zorgen voor een lint, koeken en enkele kaarsen. Voor het altaar van Heilige Dominicus moest men bidden met het lint en de koeken voor zich uit gespreid. Was er een priester in de buurt, dan zou deze de persoon, het lint en de koeken zegenen. De kaarsen liet men branden ter ere van de Heilige. Het lint en een van de koeken werden weer mee huiswaarts gebracht. Bij het buitengaan van de kerk mocht men niet vergeten, biddend, drie rondes omheen de kerk te doen. Belangrijk hierbij was dat er rechts bij het buitengaan moest gestart worden. Dit was de eerste van negen dagen. Het lint moest om de lenden van de zieke gespannen worden en de zieke at de koek traag op. Elke dag van de negen een stuk van de koek. Na de negen dagen zou men moeten genezen zijn, zo niet had men vast iets verkeerd gedaan bij het dienen. Het dienen zelf gebeurde heel vaak door het koekewijveke. In dit geval sprak men over het dienderswijveke. Ongevraagd en geheel vrijwillig moest men hier een kleine vergoeding voor schenken.

## De tweede kapel
In 1987 werd de oorspronkelijke kapel gesloopt en werd gestart met de bouw van de nieuwe kapel. Toen de plannen voor de bouw van een nieuwe kapel bekend werden, kwam er veel reactie van mensen die hun steentje wilden bijdragen. Het ontwerp kwam van architect Oscar Quackelbeen uit Zulte en Hulstenaars Noël Ciers en Michel Vanhoutte. In juli 1987 werd de kapel gesloopt en diezelfde maand worden de funderingen gelegd. In augustus 1987 werd de eerste steen van de kapel gelegd door medepastoor Lucien Decroix. Op diezelfde dag waren er vijftien vrijwilligers, tussen de 14 en 70 jaar, aan het werk. Zeker honderd vrijwilligers hebben ook hun bijdrage geleverd. De inwijding van de kapel op 25 juni 1988 gebeurde tijdens een eucharistievieringen in open lucht, door de hulpbisschop van Brugge. Het werd gevierd met een avondfeest en tot op vandaag zijn er tijdens het laatste weekend van juni, nog steeds de "Kapellefeesten". In 2022 is de bezieler van de kapel, Lucien Decroix, overleden en werd voor hem een gedenkplaat geplaatst in de kapel.

### Beschrijving
Holvoets kapel is een grote bakstenen kapel met een zadeldak in rode dakpannen. In de geveltop boven het Onze-Lieve-Vrouwbeeld bevindt zich een jaarsteen met daarin de initialen van de eerste bouwheer en de data van de bouw van de eerste en tweede kapel. Binnen in de kapel staat op het altaar een beeld van de gekruisigde Christus, een beeld van Onze-Lieve-Vrouw en ook het beeld van de Heilige Dominicus. Dominicus is afgebeeld met een staf in zijn hand en een hond aan zijn zijde.

## Afbeeldingen

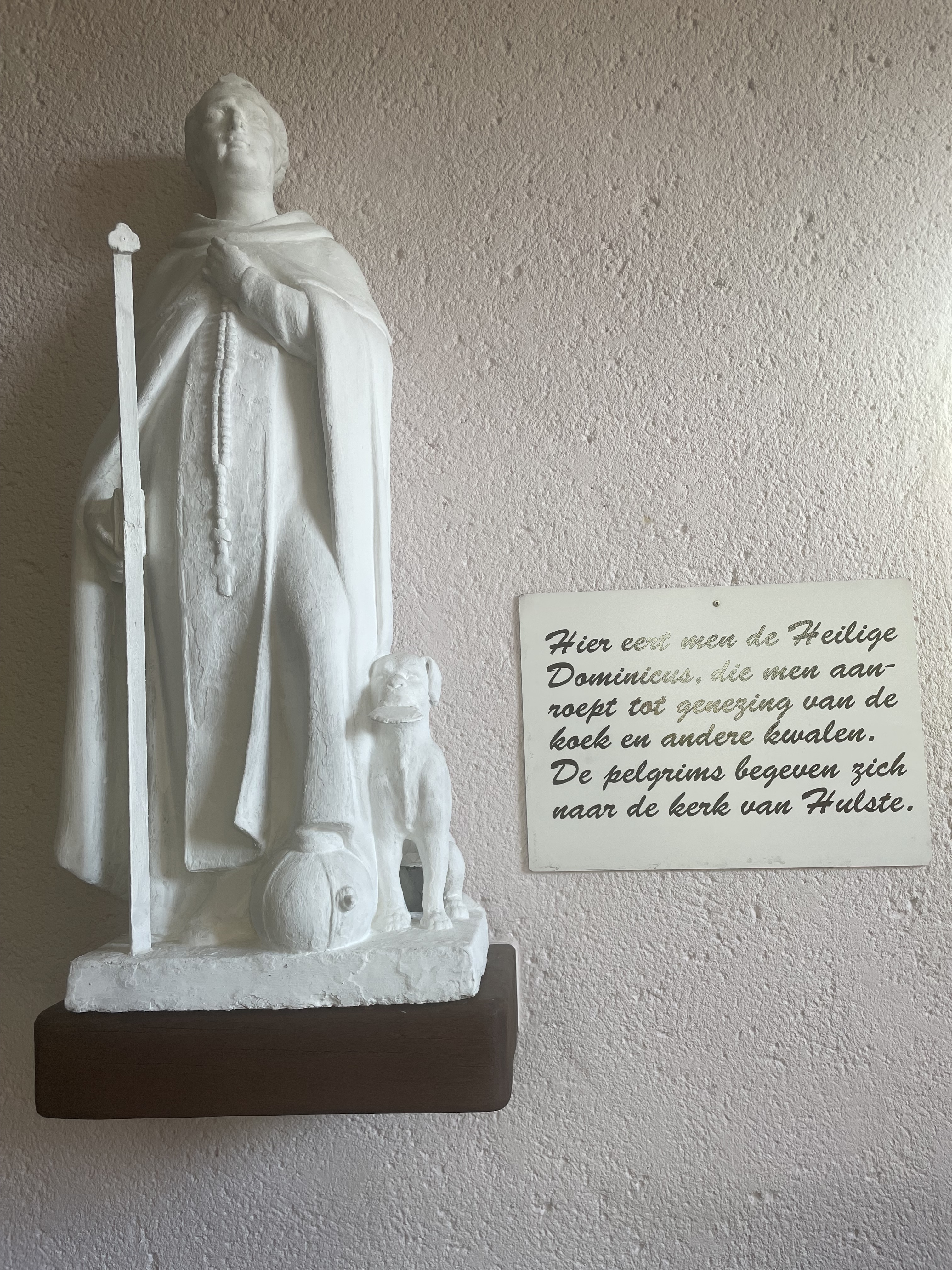
Het beeld van de Heilige Dominicus in de kapel tot wie men bidt voor genezing van de "koeke".
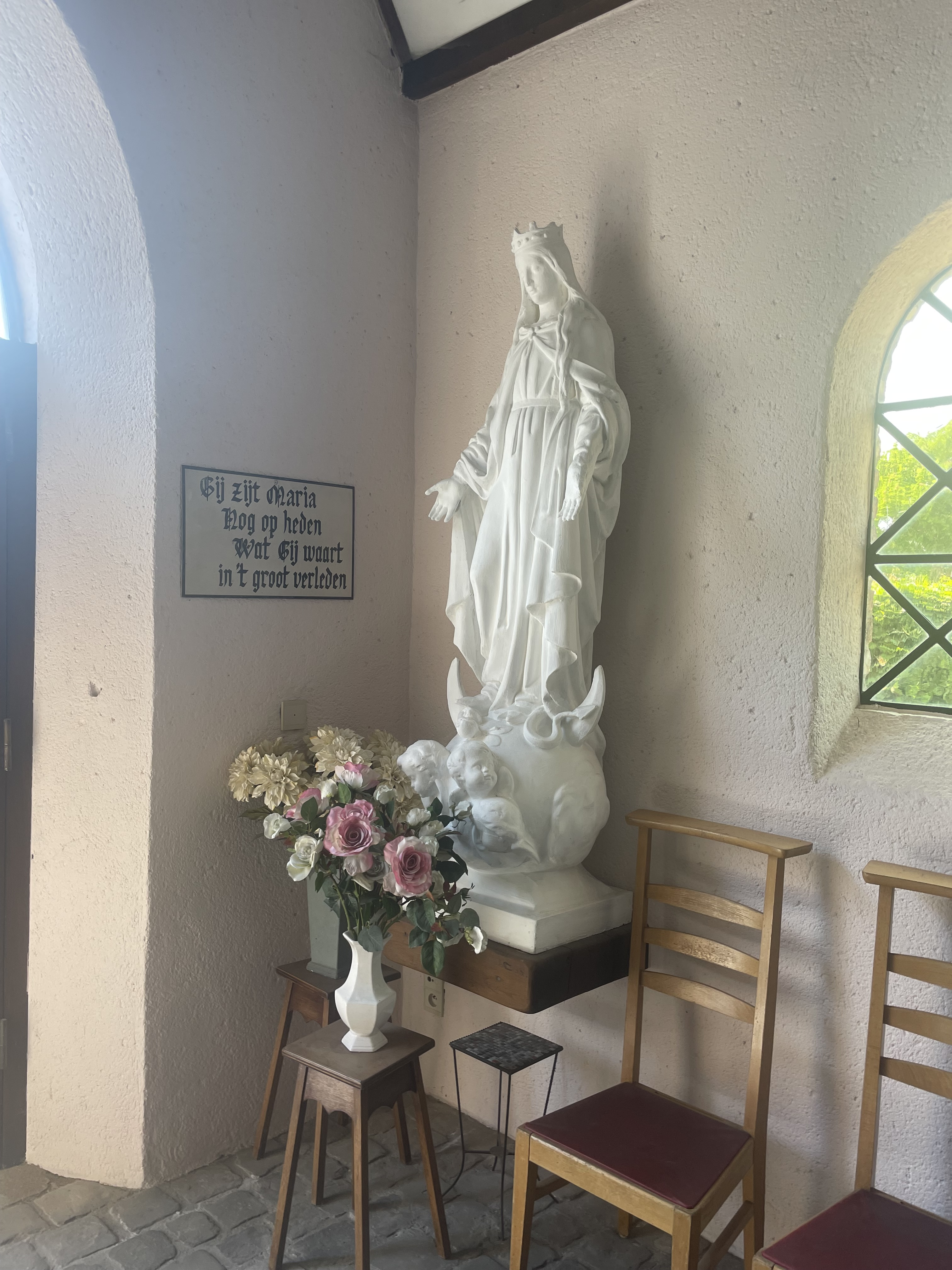
Het beeld van Onze-Lieve-Vrouw in de kapel.
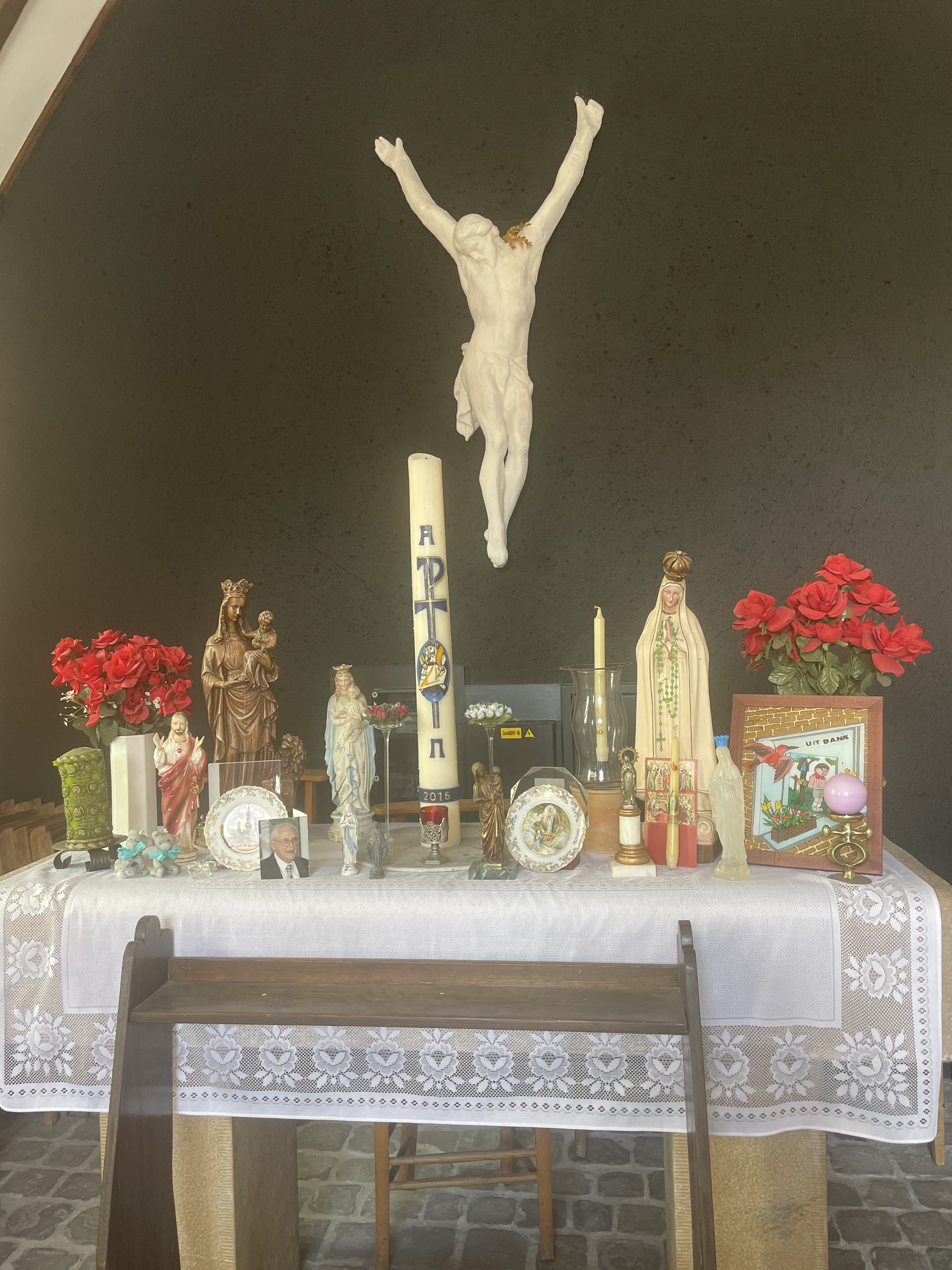
Christus aan het kruis boven het altaar in de kapel.
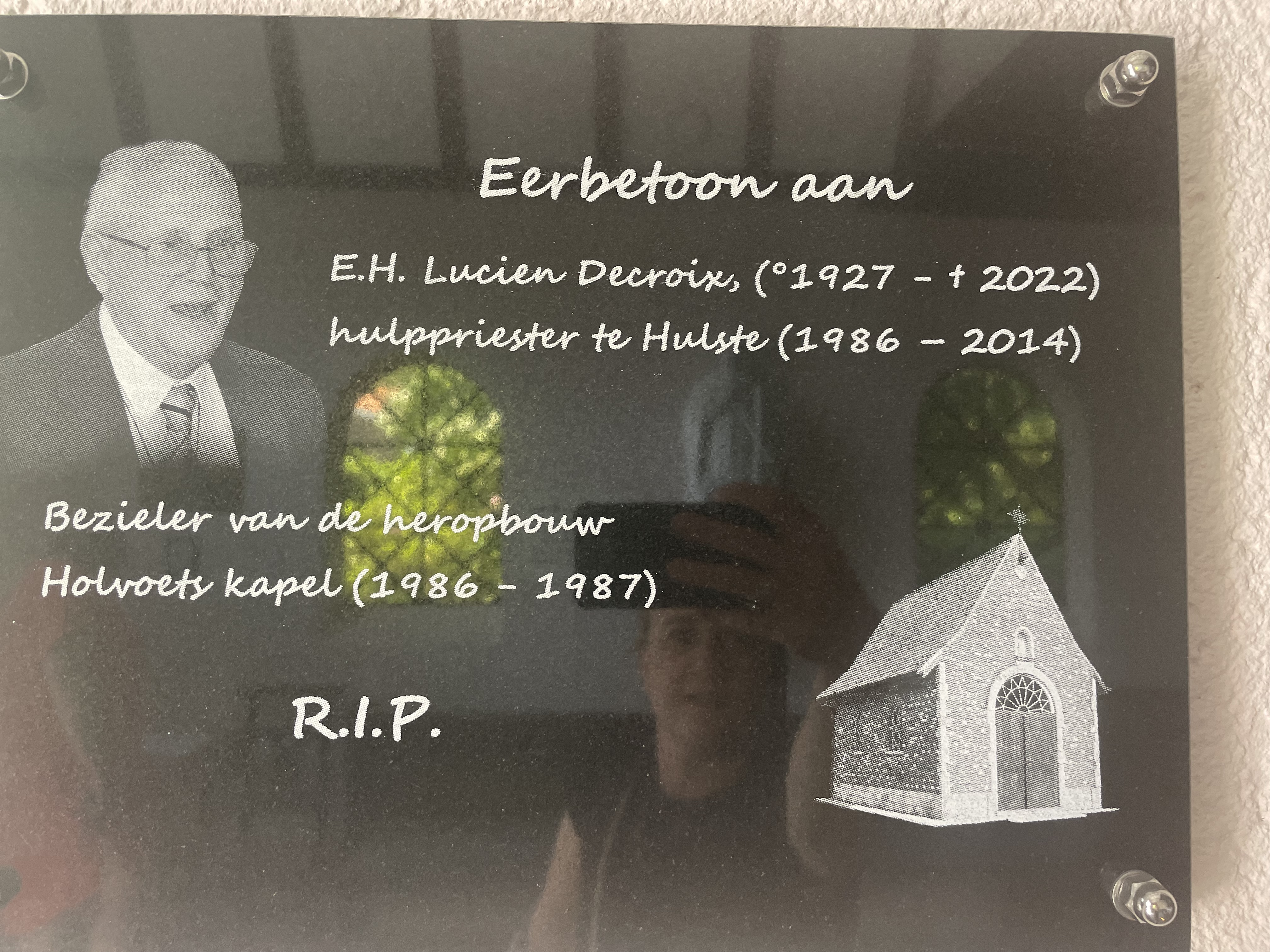
De gedenkplaat van de overleden medepastoor Lucien Decroix, als eerbetoon in Holvoets kapel.
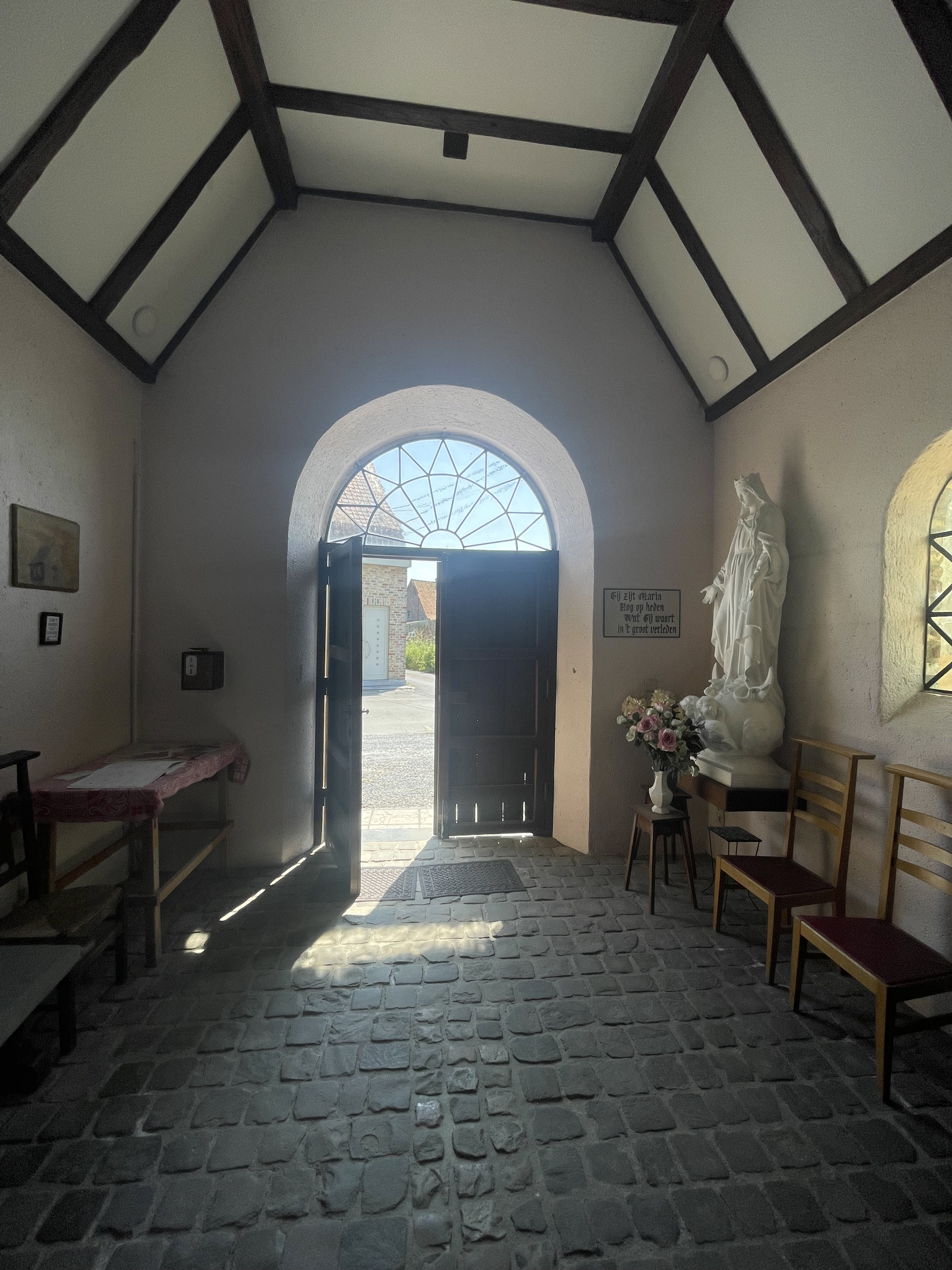
Het binnenzicht van Holvoets kapel gezien vanaf het altaar.